# Jacob Cobaert
Pour les articles homonymes, voir Cobaert.
Jacob Cornelisz Cobaert est un sculpteur flamand du XVIe siècle qui effectue l'essentiel de sa carrière en Italie. Il est également connu sous le nom de Giacomo Coppe.
Il naît vers 1530-1535 en Flandres et meurt à Rome en mai 1615.